# Masque de paintball
 (février 2024).
Si vous disposez d'ouvrages ou d'articles de référence ou si vous connaissez des sites web de qualité traitant du thème abordé ici, merci de compléter l'article en donnant les références utiles à sa vérifiabilité et en les liant à la section « Notes et références ».

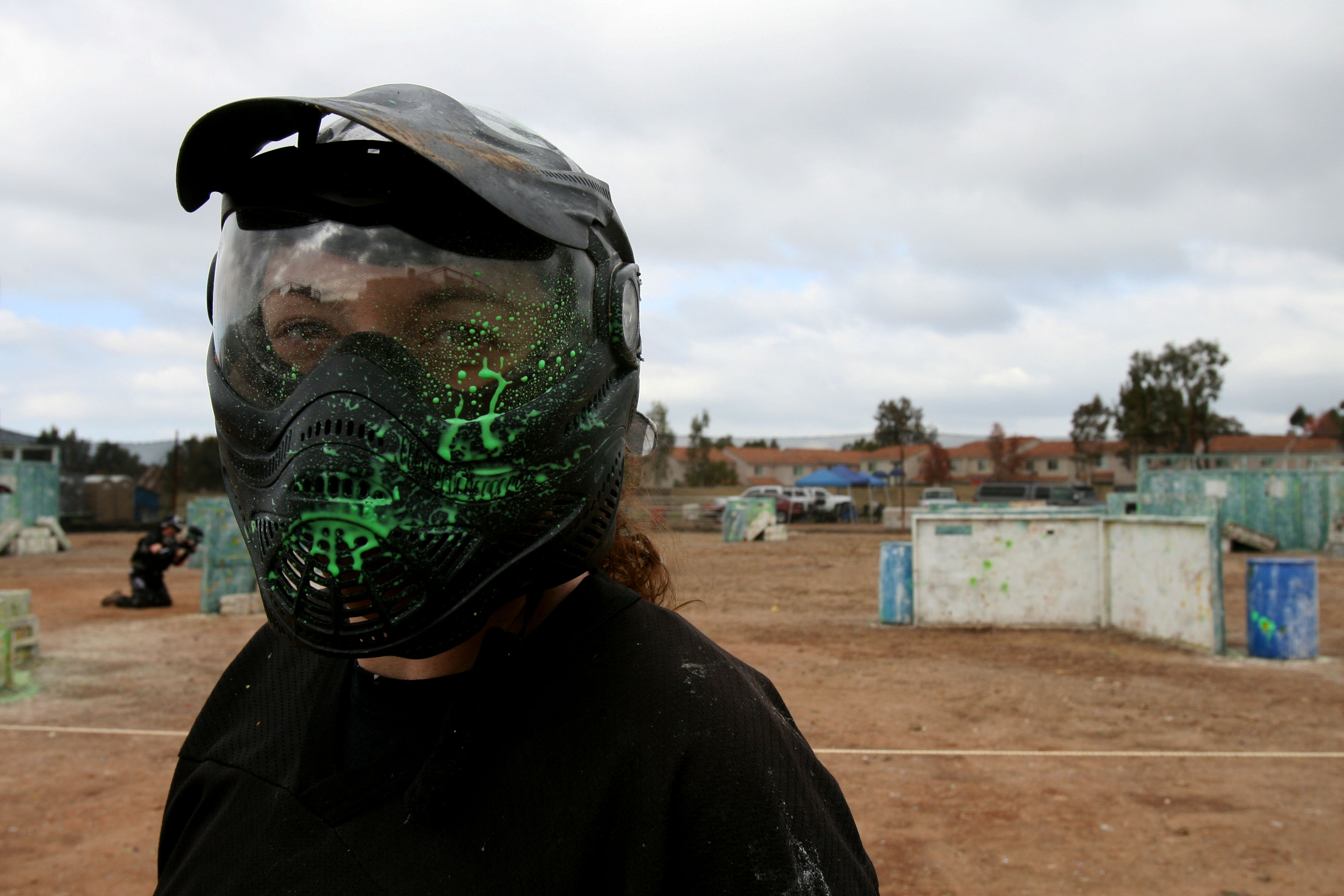
Joueur de paintball coiffé d'un masque ayant reçu un impact.

Le masque de paintball est un masque balistique, généralement en plastique, la première protection obligatoire et donc indispensable pour la pratique du paintball.

## Description
Chaque type de joueur de paintball a son style de masque[réf. souhaitée], même s'il n'est pas obligé de le respecter.
Ce masque protège la tête et plus particulièrement les yeux (rappel : une bille de paintball est propulsée à 90 m/s).
Le masque est composé d’une partie en plastique pour protéger le visage, le menton, les oreilles, d’une visière (facultative) et d’un écran. Il existe deux types d'écrans : « écran thermal » système à double vitrage pour éviter la formation de buée dans le masque, et « écran simple » qui n’empêche pas la buée. Il existe une multitude de masques de paintball qui diffèrent selon les goûts des joueurs (couleurs, forme, champ de vision, confort, camouflage...)